# 徴農制度
徴農制度（ちょうのうせいど）は、軍事における徴兵制度と同様に農業への従事を国民の義務として定める制度。

## 概説
国民を徴用して農業に従事させる制度である。国民ないし庶民を徴用し生産労働に強制従事させる。歴史上では戦中下などでの徴用や、極端な例ではポル・ポト政権時代の民主カンプチアがあり、現在ではエリトリア や北朝鮮など民主化されていない独裁国家で行われている。現在の日本ではニートや若年労働者の失業、農業従事者の後継者不足などの解決策になるとして、一部の保守政治家や論客、また事業として労働力を求める経営者などが、徴農制度制定を主張している。近年では幸福会ヤマギシ会で農地での強制労働が大きな問題となった。

## 過去の類似例
第一次産業に従事する人員数の確保という単純な経済的意図のみならず、“美しい田園で人間性をとりもどす生活を”、“農村の温かい人情に触れることは人格形成に役立つ”と教育的効果を期待されて実行されることも多い。毛沢東時代の中華人民共和国における下放のように政治的意図をもって展開され、都市の失業者や、政治に不満を抱く若者を農村に追放するための手段として用いられることもある。
人格形成の面から農村での生活が道徳的・精神的に好ましいという信頼できるデータは存在せず、徴用といった強制手段により住みなれた場所から離れて集団生活を送ることによって精神疾患に陥る危険や、閉鎖的な集団での生活が深刻かつ残酷ないじめを生むなどといった可能性が存在する。
農業労働を無条件に礼賛する思想は古今東西に存在してきた。春秋戦国時代の中国では君臣上下の別なく農耕に従事すべきと主張する農家 (諸子百家)が存在していた。中国の農本思想はフランスの重農主義に影響を与えたとされる。日本においては農本主義と右翼が強く結びつく傾向とともに、左翼においても1960年代に流行した毛沢東思想やアメリカ合衆国のヒッピー達のコミューン運動が受け入れられた。農業労働（下放・ナロードニキ）は極左や極右に支持される事が多く、社会主義国家でも農業への依存度が高い国では、頻繁に農村での勤労奉仕が都市の住民に強制された。また、クメール・ルージュのように、最初から都市住民の抹殺を企図して、農村部への追放を行ったケースも存在した。
農業に対する社会の漠然とした共感に便乗し、コミューン的な環境がカルト団体に悪用された例もある。コミューン志向を有した危険なカルト宗教団体であるオウム真理教が、自教団の信徒を農村部の施設に移住させて強制労働に従事させ、更に利益を搾り取り、人口過疎の山村内で信徒が多数派となる事によって、地方自治体を乗っ取ろうとしたケースが実際に発生した。オウム真理教のケースでは、脱走者に過酷な制裁を加えるといった監禁・人権侵害が発生しながら、人口過疎地であった事と、宗教団体への警察当局の消極姿勢から野放しになっていたという経緯もあった。
農業が植生や農耕技術、土壌や気温、日照管理、水利管理、農業機械取扱などといった、高度に知識集約的な産業であるといった側面を無視しての画一的な押し付けは結果として悲惨な事態を招いた事例がある。北朝鮮の主体農法や毛沢東時代の中国における下放では、適不適を無視した一律的な労働が課せられ効率的でなかったことや、強制的な労働による勤労意欲の低下、農業に慣れるまでの時間などから経済的に大きな損失を出した。
また、希望しない下放で強制的に農村へ移住させられた人々が、毛沢東時代の終結とともに都市への帰還を要求しながら、長期に渡って放置されるという結果をもたらし、これに抗議する“回城”運動が下放青年達の間で展開された。

## 日本における議論
近年の日本では、主として保守に分類される政治家や知識人、実業家（稲田朋美、東国原英夫、勝谷誠彦、水野正人・ミズノ社長、曽野綾子 など）が「ニートを徴農制で叩き直す」「18歳の青少年全員に農業奉仕をさせるべき」と言ったプランを主張する事例が見られるようになっている。社会保障の概念の確立とともに廃されたものの、過去には失業・無業という状態を罪悪とみなす倫理観が存在していた。事例としては、近世イギリスの救貧法があり、これは無業者を懲罰的労働に従事させる傾向の強いものであった。また東ドイツでは3ヶ月以上定職に就かずにいた者は収容所送りになり、現地で労働を強制されていた。
伊藤忠商事会長丹羽宇一郎は、他の先進国と比べても国土に占める耕作地率が低いことを問題視し、農家への労働力の提供、また、若者に農業を志すきっかけを与えることを目的として、現在普通農学部の専門課程として開講される農業実習を、
国立大学の教養課程必修科目とすることで多くの学生に実際に自然の中で農作物を作る喜びを体験させることを主張している。本人はインタビューの中でこの制度を「大学生が農繁期に農家を手助けする制度」と言っている。しかし、これらの主張には根拠がない上、大半の人物が農作業に実際に従事した経験を持っておらず説得力に欠けている面がある。
これに対して北海道の大規模農家出身で自身も農作業の経験がある漫画家の荒川弘は、自身の作品（百姓貴族）作中でこの制度の事を「一生懸命教えて、覚えた段階でやめることになる」と懸念を表明している。

## 徴農制度をテーマにした物語
- 百姓彌之助の話 第五冊 国民皆農論の巻 中里介山 1939年